# 草屯二交流道
草屯二交流道位於臺灣南投縣草屯鎮，為臺灣台63線指標16公里處的交流道。可由此交流道前往國道三號草屯交流道與芬園鄉。
|  | 出口 草屯二 |  | 草屯 草屯交流道 |